# 静岡県道234号吉沢金谷線

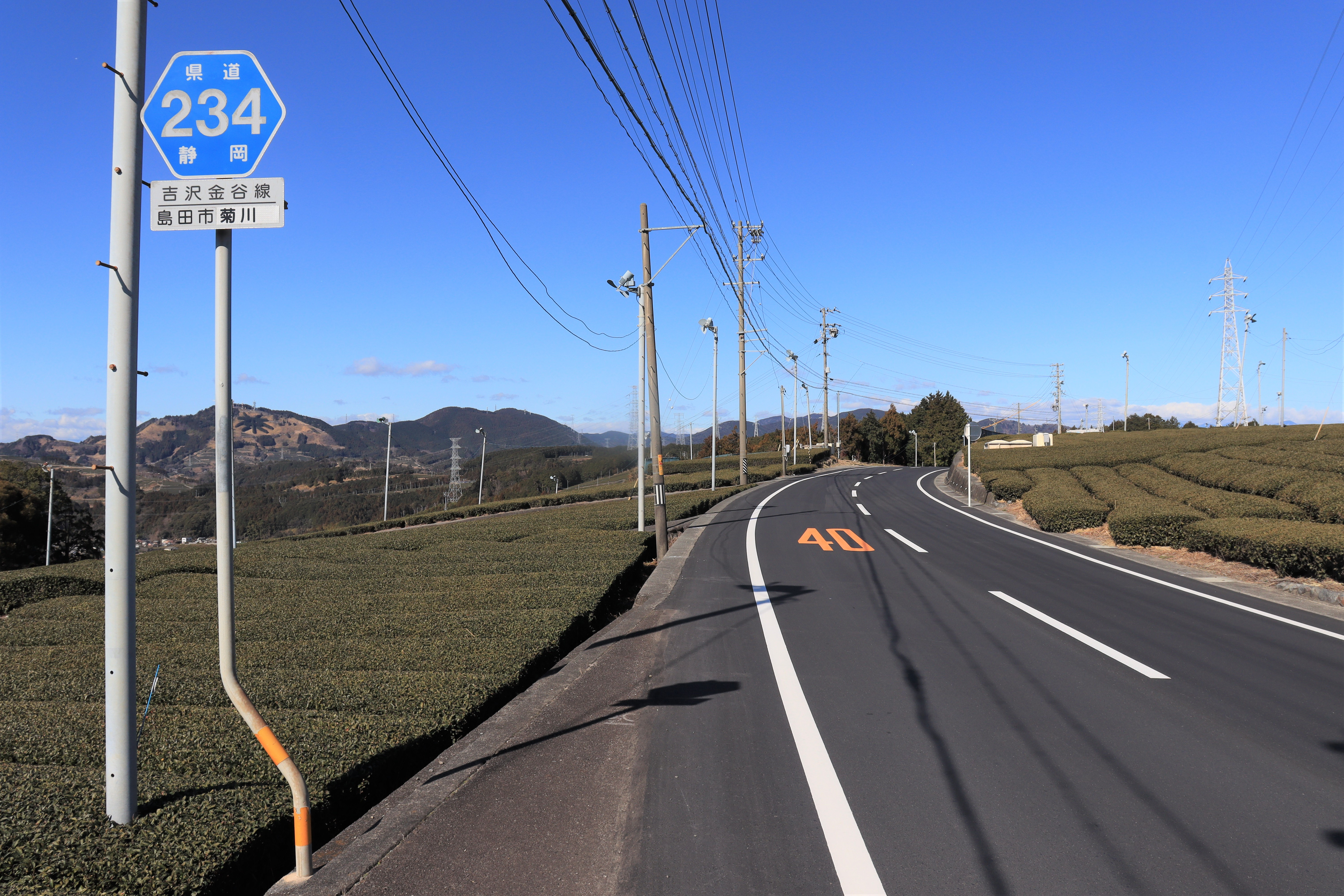
静岡県道234号吉沢金谷線と沿線の茶畑、島田市菊川にて、左奥に粟ヶ岳

静岡県道234号吉沢金谷線（しずおかけんどう234ごう よしざわかなやせん）は、静岡県菊川市吉沢から同県島田市金谷までを結ぶ一般県道である。

## 概要
菊川市内は東海道本線や菊川に沿って北上し、島田市内に入ると牧之原台地を上って終点に至る。
起点付近は2002年竣工の吉沢トンネル（13.2m、吉田大東線現道が跨ぐ）など東側に新道が整備された。

### 路線データ
- 起点：菊川市吉沢（静岡県道79号吉田大東線交点）
- 終点：島田市菊川（静岡県道381号島田岡部線の切割峠が吉沢金谷線との交点となっている）

## 通過自治体
- 静岡県
  - 菊川市 - 島田市

## 沿線の施設他
- 菊川市立河城小学校
- 東海道本線
- 東海道新幹線
- 諏訪原城